# بوکر تی. واشینگتن
بوکر تالیافررو واشینگتن (انگلیسی: Booker Taliaferro Washington؛ ۵ آوریل ۱۸۵۶–۱۴ نوامبر ۱۹۱۵) یک مدرس، نویسنده و مربی اهل ایالات متحده آمریکا بود. او بین سالهای ۱۸۹۰ تا ۱۹۱۵ مشاور چند رئیس‌جمهور آمریکا بود. واشینگتن رهبر غالب جامعه آفریقایی آمریکایی و نخبگان معاصر سیاه‌پوست بود.
واشینگتن از آخرین نسل رهبران سیاهپوست آمریکایی بود که به‌عنوان برده متولد شد و به صدای رهبر بردگان سابق و فرزندان آنها تبدیل شد. آنهایی که چندی پیش در جنوب با ظلم و ستم و قوانین تبعیض‌آمیز جیم کرو مصوب در ایالات پس از دوران بازسازی جنوب آمریکا در اواخر قرن نوزدهم و اوایل قرن بیستم مورد ستم واقع شده بودند.